# Lothar Hermeling
Lothar Hermeling (* 1964) ist ein deutscher Basketballfunktionär. Er war von 2005 bis 2010 Manager des Bundesligisten TBB Trier.

## Leben
Hermeling war in den 1990er Jahren Mannschaftsbetreuer beim Bundesligisten TVG Trier. In der Saison 2004/05 arbeitete er beim Nachfolgeverein TBB Trier in den Bereichen Marketing und Vertrieb und wurde Anfang September 2005 Geschäftsführer der Betreibergesellschaft des Bundesligisten. Im Sommer und Frühherbst 2010 berichtete die Presse von einem Vorgang, der seitens der Medien als „Unterschriften-Affäre“ bezeichnet wurde. Hermeling wurde vorgeworfen, die Unterschrift von Brian Brown unter einer Einverständniserklärung auf ein reduziertes Gehalt gefälscht zu haben. Im Juli 2010 wurde Hermeling als Vorstandsmitglied der Betreibergesellschaft beurlaubt. Anfang September 2010 reichte er seinen Rücktritt als Vorstandsmitglied ein, blieb jedoch Marketing- und Vertriebsmanager. Wenige Tage später trennte sich die Betreibergesellschaft des Trierer Bundesligisten mit sofortiger Wirkung von Hermeling. In der zugehörigen Mitteilung des Unternehmens hieß es, das Vertrauensverhältnis habe „nachhaltige Beschädigungen erlitten“. Mitte September 2010 meldete die Zeitung Volksfreund mit Berufung auf die Staatsanwaltschaft in Trier, die bis dahin gegen Unbekannt ermittelt hatte, vom ehemaligen Geschäftsführer ein schriftliches Geständnis, welches umfangreich und plausibel sei, vorliegen zu haben.
Später wurde Hermeling als Spielerberater und -vermittler tätig.